# Ной (река)
Ной (тайск. แม่น้ำน้อย) — река в провинциях Чайнат и Аюттхая региона Центральный Таиланд, приток Чаупхраи.

## География
Протяжённость реки — более 100 км, течение в реке круглый год. Ной начинается примерно в 5 км к югу от города Чайнат вытекая из Чаупхраи, крупнейшей реки Таиланда. На протяжении всей своей длины Ной проходит параллельно с Чаупхрей на расстоянии от 2 до 11 км и впадает в нее обратно в провинции Аюттхая.
Река получает воду только из Чаупхраи, если она глубже 2,5 м.
Ной протекает через центральные низменности Таиланда, где очень трудно определить течение реки из-за отсутствия уклонов и назвать боковые ответвления или каналы. Местность здесь пересекается широкими и узкими реками и каналами (кхлонгами), на берегах которых находятся деревни и рисовые поля. В прошлом, водные пути были единственным средством передвижения в стране, поэтому было также прорыто много искусственных каналов. За последние несколько веков течение всех рек изменилось в районе настолько, что невозможно идентифицировать их на исторических картах. Другая сложность возникает из-за того, что тайцы, как правило, дают названия участкам рек или каналов.
Между Сингбури и Ангтхонгом Чаупхрая снова делится: приток, называемый Кратумфронг, глубокий канал, по которому вода течёт круглый год. Через несколько километров Кратумфронг впадает в Ной. Другое соединение между реками Ной и Чаупхрая возле Ангтхонга называется Кхлонг Саладенг. В районе Бангсай (1404), провинции Аюттхаи) Ной и его притоки соединяются с Чаупхрая.

## История
Река Ной была местом первоначального Муан Висет Чай Чан, местом расположения исторического бирманского лагеря на пути к битве при Банграхан в ходе бирманско-сиамской войны 1765—1767 годов.